# Kallinikos van Heliopolis

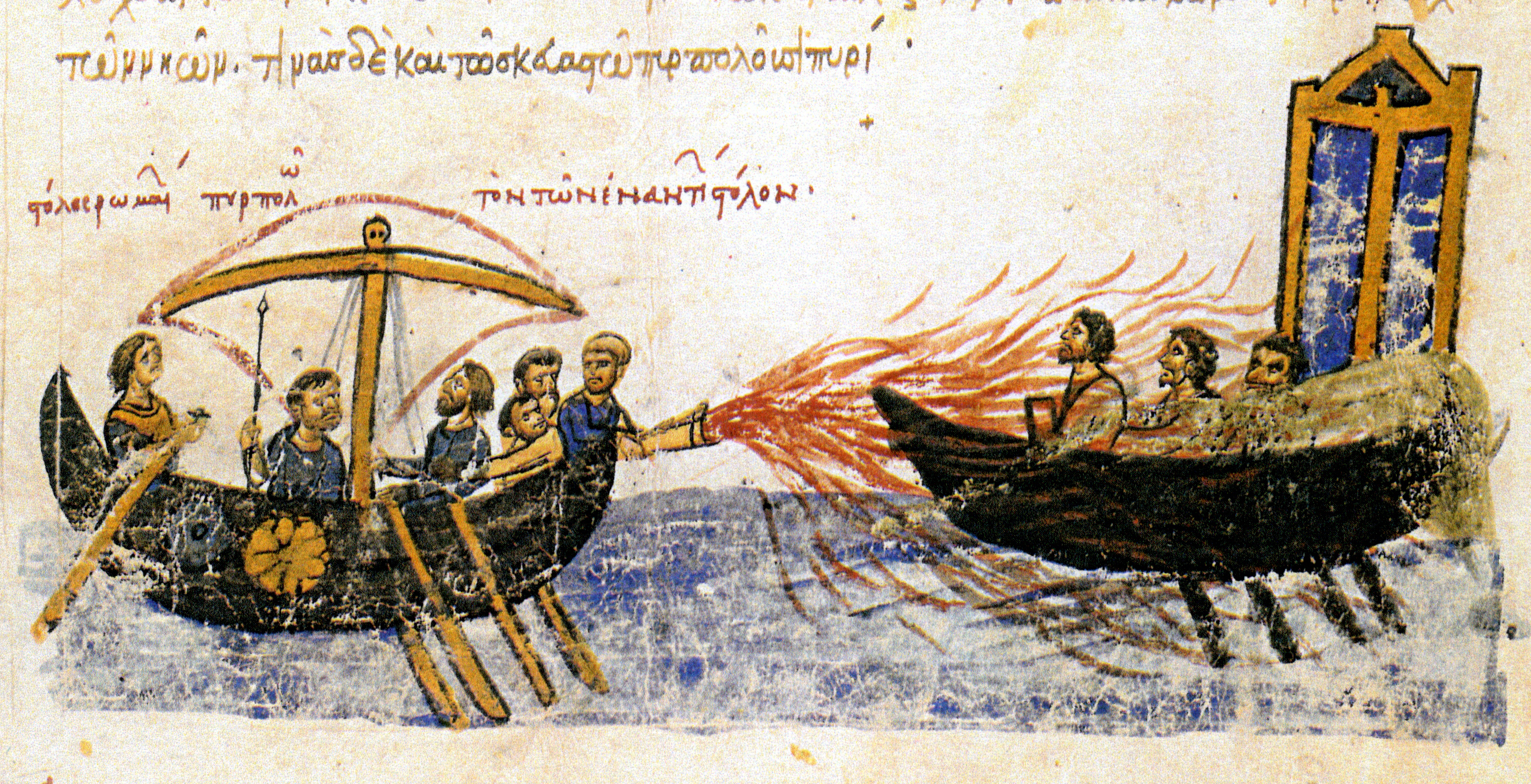

Kallinikos of in gelatiniseerde vorm Callinicus (fl. 650 AD) was een joods-Byzantijnse architect en scheikundige uit Heliopolis in Syrië (het huidige Baalbek, Libanon). Aan hem wordt de uitvinding van het Griekse vuur toegeschreven, een zeewapen dat enigszins lijkt op de moderne vlammenwerper. Volgens Constantijn Porphyrogenitus was Kallinikos een vluchteling uit Heliopolis, die in de tijd van Constantijn IV in Byzantium aankwam en zijn kennis van vloeibaar vuur deelde met de Byzantijnen. De exacte formule van Kallinikos was een zorgvuldig bewaard geheim en is tot op de dag van vandaag onbekend. Mogelijke ingrediënten zijn hars, asfalt, zwavel, nafta, fijne ongebluste kalk en calciumfosfide.